# Fearless (мини-альбом)
Fearless — дебютный мини-альбом южнокорейской гёрл-группы Le Sserafim. Был выпущен 2 мая 2022 года лейблом Source Music, дистрибьютором выступил YG Plus. 
Fearless — первый и единственный релиз Le Sserafim в составе шести человек до ухода из группы одной из участниц, Гарам, в июле 2022 года.

## Предыстория и релиз
14 марта 2022 года Source Music объявили, что дебютируют новую гёрл-группу в сотрудничестве с Hybe Corporation; Сакура и Чхэвон, бывшие участницы проектной группы IZ*ONE, подписали эксклюзивные контракты с агентством и сразу были объявлены как будущие участницы коллектива. 13 апреля стало известно, что дебютный мини-альбом будет выпущен 2 мая. 25 апреля был опубликован трек-лист. 27 апреля было опубликовано превью всех композиций предстоящего альбома. Тизеры видеоклипа опубликовали 29 апреля и 1 мая.
Fearless был выпущен 2 мая 2022 года на цифровых и физических носителях.

## Композиция
Fearless содержит в себе пять композиций, включая одноимённый сингл. Корейский новостной портал отмечал, что «The World Is My Oyster» характеризуется как песня «с сильным ритмом и психоделическим настроением, похожим на подиум модного показа»; «Blue Flame» в жанре диско-панк с «изысканной мелодией и таинственной атмосферой»; «The Great Mermaid» служит пересказом сказки «Русалочка» от лица Le Sserafim, а «Sour Grapes» был вдохновлён басней «Лиса и виноград», и текст содержит детали «психологии невинного любопытства о любви и эгоистичную сторону оценки чего-то сильнее». Сингл «Fearless» — песня в жанрах альтернативный поп и фанк с текстом о том, что «необходимо двигаться дальше, несмотря на то, что было в прошлом».

## Синглы

### «Fearless»
«Fearless» — песня в жанрах альтернативный поп, фанк и данс-поп. Авторами и композиторами являются Score (13), Megatone (13), Supreme Boi, Blvsh, Jaro, Николай Мор, «Hitman» Bang, Oneye, Жозефин Гленмарк, Эмми Касай, Кайлер Нико, Pau и Дестини Роджерс. «Fearless» была написана в тональности соль мажор с темпом 104 удара в минуту.
В неделю релиза «Fearless» дебютировала на 19 месте в Gaon Download Chart, на 65 в Gaon BGM Chart, на 85 в Gaon Digital Chart и на 94 в Gaon Streaming Chart. Уже на следующей неделе песня добралась до топ-10 Gaon Download Chart и Gaon Streaming Chart, а в цифровом сингловом чарте поднялась на 12 строчку. Песня также дебютировала в Japan Hot 100 на 9 месте.

## Видеоклип
За первые 24 часа с момента релиза видеоклип «Fearless» набрал свыше 16,1 миллиона просмотров и более 798 тысяч отметок «нравится». За первую неделю просмотры перешагнули порог в 50 миллионов.

## Промоушен
2 мая 2022 года Le Sserafim провели дебютный шоукейс. Продвижение на музыкальных шоу стартовало 5 мая с выступления на M!Countdown. 14 мая группа появилась в качестве специальных гостей на шоу «Всеведущие братья» (англ. Knowing Bros). С 20 мая Le Sserafim выступали впятером, т.к. Гарам взяла временный перерыв от деятельности ввиду скандала с издевательствами в школе, а 20 июля стало известно, что она покинула группу.

## Коммерческий успех
30 апреля 2022 года стало известно, что предзаказы альбома достигли отметки в 380 тысяч копий. В первый день старта продаж было продано свыше 175 тысяч копий, что стало рекордом среди новых гёрл-групп в 2022 году (ранее рекорд принадлежал Kep1er с мини-альбомом First Impact). На конец мая общие продажи составляли свыше 412 тысяч копий.

## Список композиций
| №                   | Название                 | Автор(ы) | Длительность |
| ------------------- | ------------------------ | --- | ------------ |
| 1.                  | «The World Is My Oyster» | Score (13) Megatone (13) Hybe | 1:47         |
| 2.                  | «Fearless»               | Score (13) Megatone (13) Supreme Boi Blvsh Jaro Николай Мор «Hitman» Bang Oneye Жозефин Гленмарк Эмми Касай Кайлер Нико Pau Дестини Роджерс                                                                            | 2:48         |
| 3.                  | «Blue Flame»             | Score (13) Megatone (13) Джонна Холл Гаён (PNP) Ким Ин Хён Danke (Lalala Studio) Ронни Айкон Кэролайн Густавсон Чхэвон Юнчжин                                                                                          | 3:22         |
| 4.                  | «The Great Mermaid»      | Score (13) Megatone (13) «Hitman» Bang Sunshine (Cazzi Opeia и Эллен Берг) Анна Джудит Стокк Вик (Dsign Music) Ронни Свендсен (Dsign Music) Нермин Харамбашич (Dsign Music) Danke Кайлер Нико Pau Ли Хён Сон Чон Чин У | 2:58         |
| 5.                  | «Sour Grapes»            | Score (13) Megatone (13) Danke Abir Kayofkaj Нермин Харамбашич (Dsign Music) Lady V Ким Ин Хён Sunshine (Cazzi Opeia и Эллен Берг)                                                                                     | 3:17         |
| Общая длительность: | Общая длительность:      | Общая длительность: | 14:12        |

Примечания
- Все треки спродюсированы южнокорейской командой 13.

## Чарты
| Чарт (2022)                             | Высшая позиция |
| --------------------------------------- | -------------- |
| Альбомный чарт Венгрии (MAHASZ)         | 37             |
| Альбомный чарт Японии (Oricon)          | 3              |
| Альбомный чарт Японии (Billboard Japan) | 1              |
| Альбомный чарт Кореи (Gaon Album Chart) | 2              |

| Чарт (2022)                    | Высшая позиция |
| ------------------------------ | -------------- |
| Альбомный чарт Японии (Oricon) | 9              |
| Альбомный чарт Кореи (Gaon)    | 5              |

## Награды и номинации
| Программа     | Дата             |
| ------------- | ---------------- |
| Music Bank    | 13 мая 2022 года |
| Show Champion | 1 июня 2022 года |
| The Show      | 10 мая 2022 года |
| The Show      | 17 мая 2022 года |

## Продажи и сертификации
| Страна      | Сертификация | Продажи |
| ----------- | ------------ | ------- |
| Япония      | —            | 32,998  |
| Южная Корея | Платина      | 415,654 |